# Jordan Pacheco
Jordan Patrick Pacheco (né le 30 janvier 1986 à Albuquerque, Nouveau-Mexique, États-Unis) est un receveur, joueur de premier but et troisième but de la Ligue majeure de baseball.

## Carrière
Joueur à l'Université du Nouveau-Mexique, Jordan Pacheco est repêché en neuvième ronde par les Rockies du Colorado en juin 2007.
Pacheco est au départ un joueur de champ intérieur, que les Rockies font jouer au poste de receveur dans les ligues mineures à partir de 2008. À ses débuts dans le baseball majeur, Colorado l'emploie d'ailleurs au troisième but et au premier coussin.
Il fait son entrée dans les majeures le 6 septembre 2011 et se fait remarquer dès ses débuts chez les Rockies. À son premier match, il frappe deux coups sûrs en quatre présences avec deux points produits contre les Diamondbacks de l'Arizona. À son premier tour au bâton, il obtient le premier coup sûr de sa carrière, face au lanceur Josh Collmenter. Le 10 septembre, il frappe son premier circuit au plus haut niveau, contre le lanceur Matt Maloney des Reds de Cincinnati. 
Il connaît une brillante saison recrue en 2012 comme joueur de troisième but des Rockies, avec une moyenne au bâton de ,309 qui le place au 6e rang de la Ligue nationale à ce chapitre et premier chez les Rockies. En 132 parties jouées, il réussit 147 coups sûrs, dont 32 doubles et 5 circuits, et récolte 54 points produits. Il termine 6e au vote de fin d'année désignant la recrue de l'année dans la Ligue nationale.
Aligné au premier but comme substitut au vétéran Todd Helton et éventuellement au poste de receveur lorsque Yorvit Torrealba se retrouve sur la liste des blessés, Pacheco connaît une décevante saison 2013 avec une moyenne au bâton de ,239 et une moyenne de présence sur les buts de ,276 n 95 parties jouées.
Pacheco joue 270 matchs des Rockies entre 2011 et 2014. Il maintient une moyenne au bâton de ,281 avec 247 coups sûrs, 8 circuits et 98 points produits au total. Placé en ballottage après 22 matchs des Rockies joués, il est réclamé par les Diamondbacks de l'Arizona le 12 juin 2014. Il fait mieux après le transfert et termine 2014 avec une moyenne au bâton de ,255 en 69 matchs joués, alternativement au premier but et au poste de receveur, pour Colorado et Arizona. Réserviste, il dispute 29 matchs des D-Backs en 2015.
Le 16 janvier 2016, il signe un contrat des ligues mineures avec les Reds de Cincinnati.